# Grażyna Woźniewska
Grażyna Teresa Woźniewska (ur. 1955, zm. 27 grudnia 2017) – polska ekonomistka, doktor habilitowana nauk ekonomicznych. Była żoną profesora Marka Woźniewskiego

## Życiorys
Absolwentka Wydziału Informatyki i Zarządzania Politechniki Wrocławskiej. Od 1993 zatrudniona jako pracownik naukowo-dydaktyczny w Katedrze Statystyki i Cybernetyki Ekonomicznej, od 1999 w Katedrze Bankowości. W 2001 uzyskała stopień doktora nauk ekonomicznych; specjalność bankowość na Wydziale Zarządzania i Informatyki Akademii Ekonomicznej im. Oskara Langego we Wrocławiu, na podstawie rozprawy pt. System informacji marketingowej na potrzeby badania konkurencji banku, zaś w 2013 uzyskała habilitację na Wydziale Zarządzania, Informatyki i Finansów Uniwersytetu Ekonomicznego we Wrocławiu, na podstawie rozprawy pt. Potencjał konkurencyjności banku spółdzielczego. W latach 2012–2016 piastowała funkcję prodziekana Wydziału Zarządzania Informatyki i Finansów Uniwersytetu Ekonomicznego we Wrocławiu. Była profesorem nadzwyczajnym, a od 2016 kierownikiem Katedry Bankowości na tejże uczelni. W 2009 odznaczona została Srebrnym Medalem za Długoletnią Służbę. 